# ميلويران
ميلويران قرية سوريّة تتبع إداريّاً لمحافظة حلب منطقة منبج ناحية مركز منبج، بلغ تعداد سكانها 274 نسمة حسب التعداد السكاني لعام 2004 وتسكنها عشيرتي الغنايم والحديديين.